# ImillaSkate
Imilla Skate (Cochabamba, 2019) son un grupo de mujeres bolivianas que fusionan la cultura chola con el skateboarding.

## Historia
El nombre de la colectiva surge de la fusión de imilla que significa niña o joven en quechua y aymara y skate que se refiere al monopatinaje.

En 2019, en Cochabamba se realizaron actividades en el marco del día de la persona peatona y ciclista y fue ahí donde tuvieron su primer acercamiento compartiendo sus experiencias patinando; posteriormente, decidieron crear el colectivo y homenajear su identidad. Por un lado, retomando un término que se utilizó por mucho tiempo peyorativamente para referirse a las mujeres indígenas (cholitas) y, por otro lado, rescatar su historia a través de la indumentaria. 

Esa primera muestra fue un homenaje y hasta una protesta social, porque justo era un tiempo crítico políticamente para nuestro país. Defender nuestra historia era fundamental.

Las integrantes decidieron patinar vistiendo polleras, sombreros y largas trenzas, a modo de reivindicación de su ascendencia.
Hemos optado por tomar una identidad que nos una a todas: todas somos bolivianas, hijas o nietas de mujeres cholas, que usan pollera. Tomamos la idea de juntar el deporte y la cultura, ya que la mujer de pollera simboliza la lucha por la libertad e independencia que hemos tenido en la historia
Comenzaron patinando por gusto, pero también con el objetivo de promover su cultura y romper con estereotipos y prejuicios sobre el deporte que practican.
Han participado en festivales en Colombia, Inglaterra y Estados Unidos, como el Festival de folklore del Smithsonian, en donde conocieron a skaters indígenas de diversos países del continente americano y que han sido inspiración en términos culturales y deportivos.

## Registros documentales
- ImillaSkate (2022)